# Гранајола (Лука)
Гранајола је насеље у Италији у округу Лука, региону Тоскана.
Према процени из 2011. у насељу је живело 98 становника. Насеље се налази на надморској висини од 449 м.